# Penis
De penis is het geslachtsorgaan van mannelijke dieren, dat gebruikt wordt om urine te lozen en om te paren, al of niet voor voortplanting. Een penis in erectie wordt ook wel fallus genoemd.

## Functies van de penis

### Urineren
Bij placentadieren is urineren een vitale functie van de penis, het afvoeren van afvalstoffen in de waterige drager urine. Wanneer de blaas meer dan een bepaalde hoeveelheid urine bevat, ontstaat het plasgevoel, dat opgeheven wordt door het lozen van de urine via de urinebuis die door de penis loopt.

### Paren
Bij paren wordt de stijve penis (fallus) gebruikt voor vaginale penetratie. Als de penis niet stijf kan worden, waardoor penetratie onmogelijk is, dan is voortplanting op natuurlijke wijze niet mogelijk. De eikel speelt een belangrijke rol bij het opwekken van een orgasme, dat op zijn beurt weer een ejaculatie op gang brengt, waarbij sperma naar buiten wordt gebracht.
Het lozen van sperma gebeurt via de urinebuis. Om te voorkomen dat er urine tijdens de zaadlozing naar buiten komt, zwelt de prostaat vlak voor de zaadlozing op, waardoor de urinewegen geblokkeerd worden.

## Etymologie

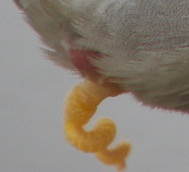
Pseudopenis van een eend

Het woord "penis" komt van het Latijnse woord voor staart. Sommigen denken dat het is afgeleid van het Indo-Europese woord pesnis of via het Griekse woord πεος = "penis" van Indo-Europese pesos. Ook het woord pissen zou hier naar verwijzen.

## Vorm

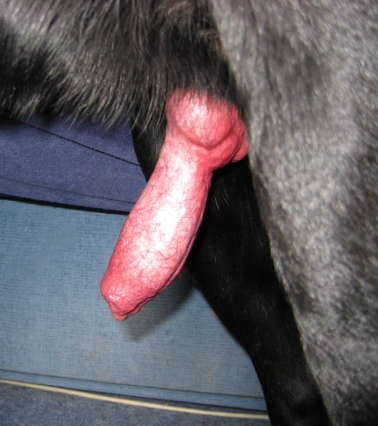
Penis van een labrador-retriever

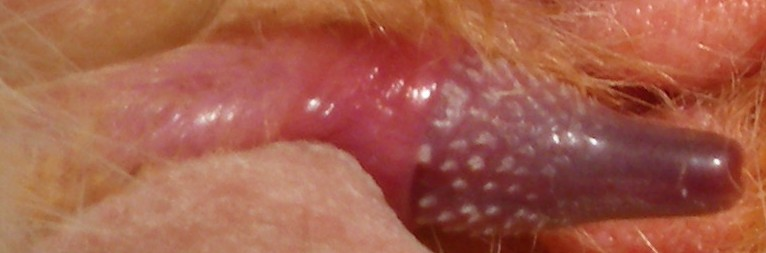
Penis van een kat

De penis verschilt veel van dier tot dier. Sommige dieren, bijvoorbeeld honden en wolven, hebben een zogeheten 'penisbot' (os penis). Hun erectie gebeurt niet alleen als gevolg van een verhoogde bloedtoevoer, maar ook doordat het penisbot naar buiten schuift.

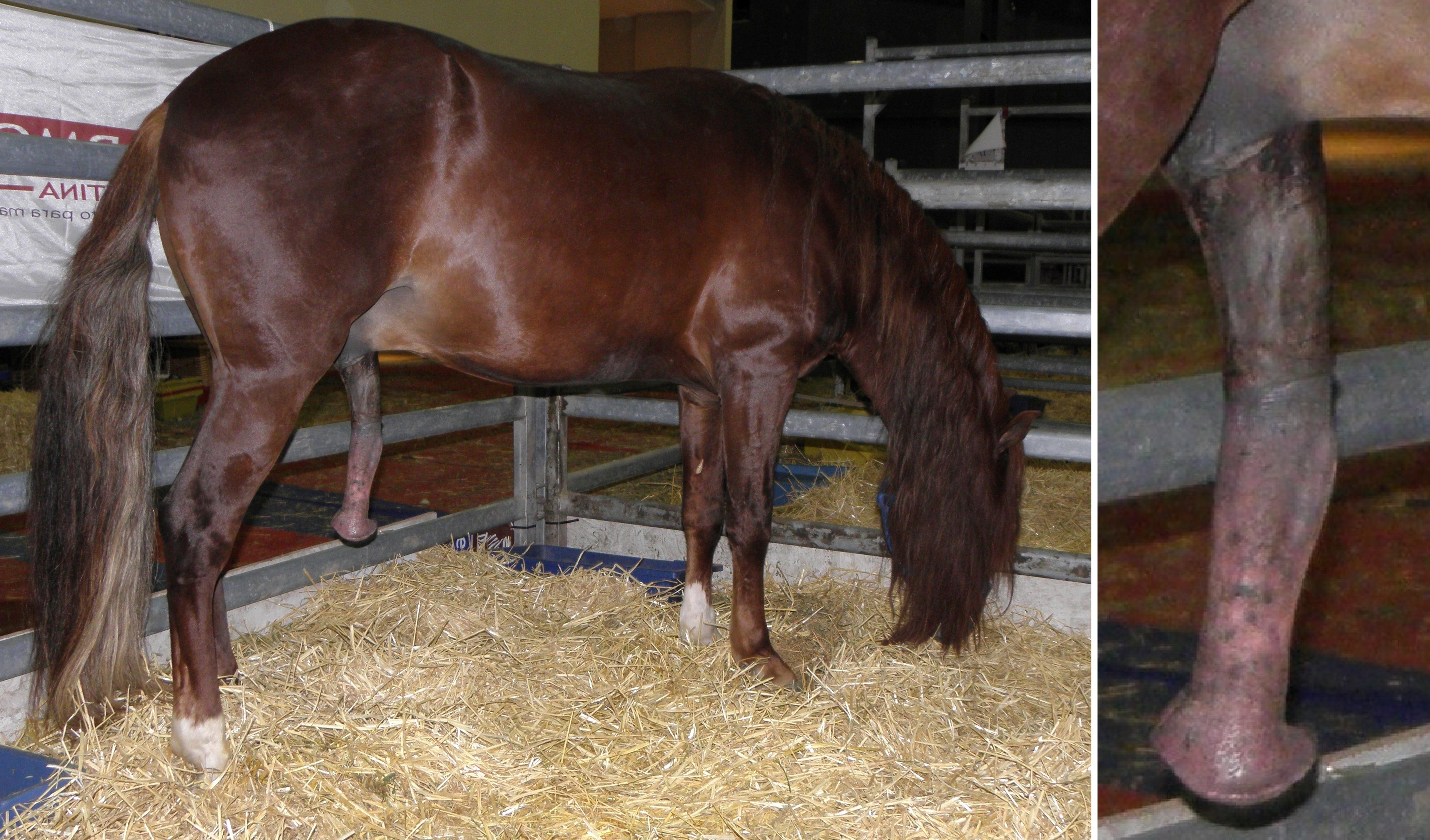
Paard met detailfoto van de penis

Bij paarden en honden is te zien dat de penis teruggetrokken zit in een omhulsel. Bij de erectie schuift het grootste deel van de penis naar buiten.
Een paard heeft bijvoorbeeld een grote eikel omdat de penis van een hengst tijdens de ejaculatie vast moet komen te zitten in de baarmoedermond van de merrie. Varkens hebben een spiraalvormige penis zodat die 'vastdraait' in de baarmoeder van de zeug. Bij honden zwelt de bulbus glandis — het deel van de penis het dichtst bij de romp — op, als de penis van de reu in de vagina van het teefje zit.
Insecten hebben penissen met complexe structuren. Hierdoor 'past' de penis alleen op de geslachtsorganen van een vrouwtje van dezelfde soort. Men noemt dit ook wel het sleutel-slotsysteem.
De meeste buideldieren, behalve de twee grootste soorten kangoeroes, hebben een gesplitste penis. De penis heeft dus twee uiteinden.

## Grootte

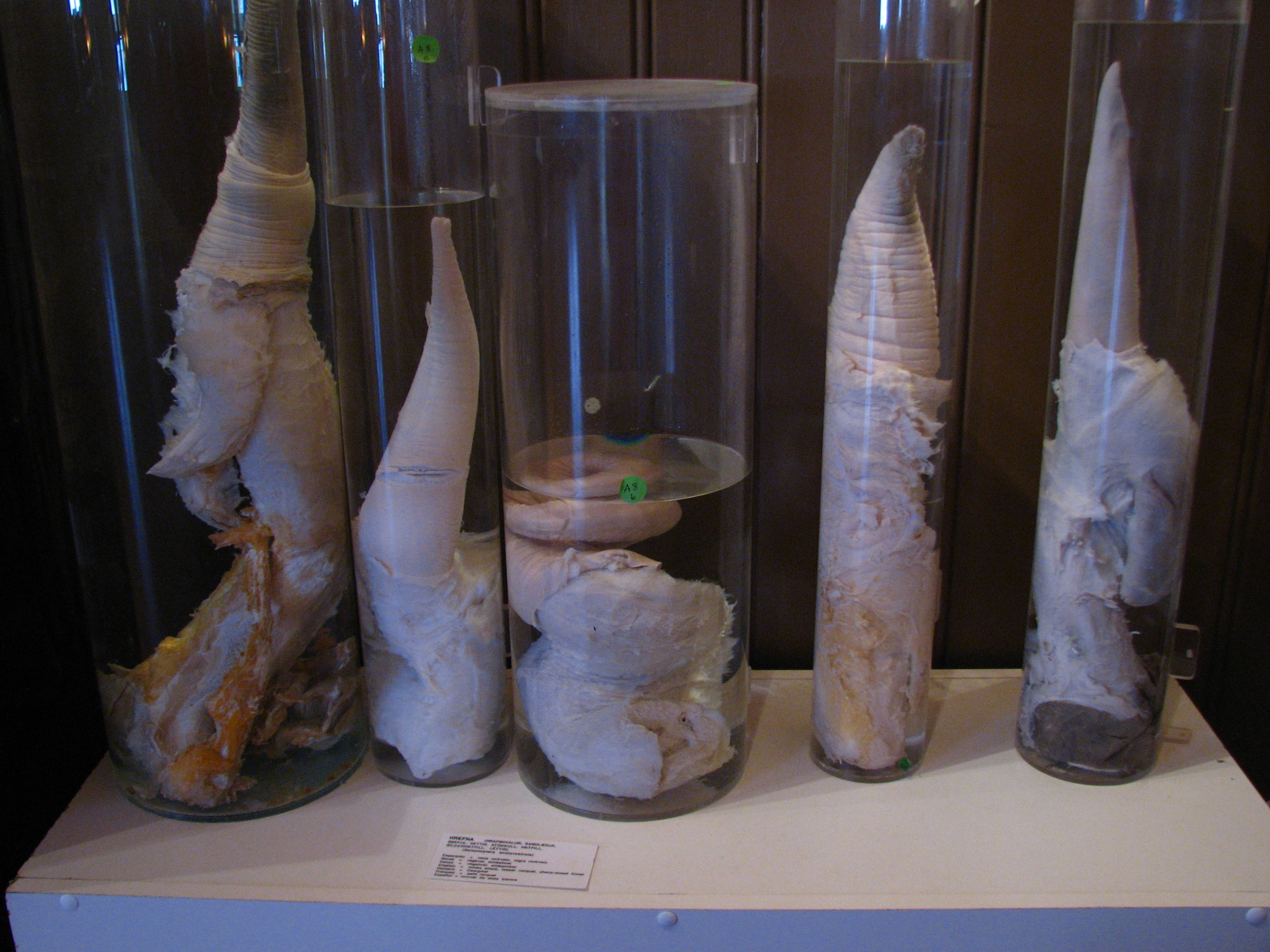
Penissen van enkele dieren in het Fallologisch Museum in IJsland

Over het algemeen is de penis van een dier in verhouding met de grootte van het lichaam, maar dit verschilt per soort, zelfs tussen soorten die erg aan elkaar verwant zijn. De penis van een volwassen gorilla in erectie is bijvoorbeeld 4 cm lang, waar een volwassen chimpansee, die aanzienlijk kleiner is (in lichaamsgrootte) dan een gorilla, een erecte penis van ongeveer 8 cm heeft. De mens heeft de grootste penis van alle primaten, dit geldt zowel voor de lengte in verhouding tot lichaamsgrootte als in absolute lengte.

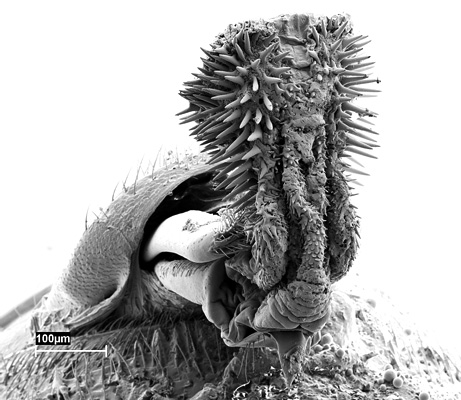
De penis van een zaadkever, Callosobruchus analis, heeft stekels. Wetenschappers hebben ontdekt dat bij het paren de vagina wordt beschadigd. Traumatische inseminatie is een extreem geval van paren dat sommige insecten hebben ontwikkeld.

Zoals met alle andere lichaamsdelen is de lengte en de dikte van de penis verschillend voor elk individu van een soort. Bij veel dieren, zoogdieren in het bijzonder, is de slappe penis veel kleiner dan in erectie.
In absolute lengte is de kleinste penis die van een bosspitsmuis, namelijk 5 mm. De grootste penis is die van de walvissoort blauwe vinvis. Het meten daarvan is vrij lastig, want de lengte in erectie kan alleen worden waargenomen tijdens het paren.
Mierenegels hebben een penis met vier koppen, waarvan er slechts twee worden gebruikt bij het paren. De andere twee koppen werken niet en de grootte neemt niet toe. Welke twee het zijn verschilt elke keer dat het dier seks heeft.
Het Fallologisch Museum in Húsavík op IJsland streeft ernaar om penissen van zo veel mogelijk zoogdieren te verzamelen.
De meeste mannelijke vogels (bijvoorbeeld hanen en kalkoenen) hebben een cloaca (net als de vrouwtjes), maar geen penis. Enkele vogels hebben wel een penis, bijvoorbeeld soorten die behoren tot de Paleognathae (tinamoes en loopvogels zoals kiwi's en struisvogels), Anatidae (eenden, ganzen en zwanen) en enkele andere soorten (onder andere flamingo's). Onderzoek wees uit dat hanen tijdens de ontwikkeling wel penisgroei vertonen, maar die wordt tegengewerkt door een proteïne dat celdood bevordert. Mogelijk geldt dit ook voor andere vogels zonder penis. De penis van vogels heeft een andere structuur dan die van zoogdieren: bij vogels is de penis een uitbreiding van de wand van de cloaca. Erectie treedt op door lymfe en niet door bloed. Vaak is het bedekt met veren en sommige soorten hebben een botje of borstelachtige draden. In slappe toestand is de penis meestal opgerold in de cloaca. De Argentijnse meereend heeft de grootste penis in verhouding tot lichaamsgrootte (van gewervelde dieren), gewoonlijk met een penis van ongeveer de helft van de lichaamslengte (20 cm). De grootste gedocumenteerde penis bij deze soort was 42 cm.
Mannelijke schubreptielen hebben twee gepaarde organen die hemipenes genoemd worden. Bij vissen zijn de organen gonopodium, andropodium en valva ontwikkeld uit aangepaste vinnen. Bij mannelijke insecten komt de structuur van de penis overeen met die van de aedagus. Het geslachtsorgaan van een aantal ongewervelde dieren wordt vaak cirrus genoemd.

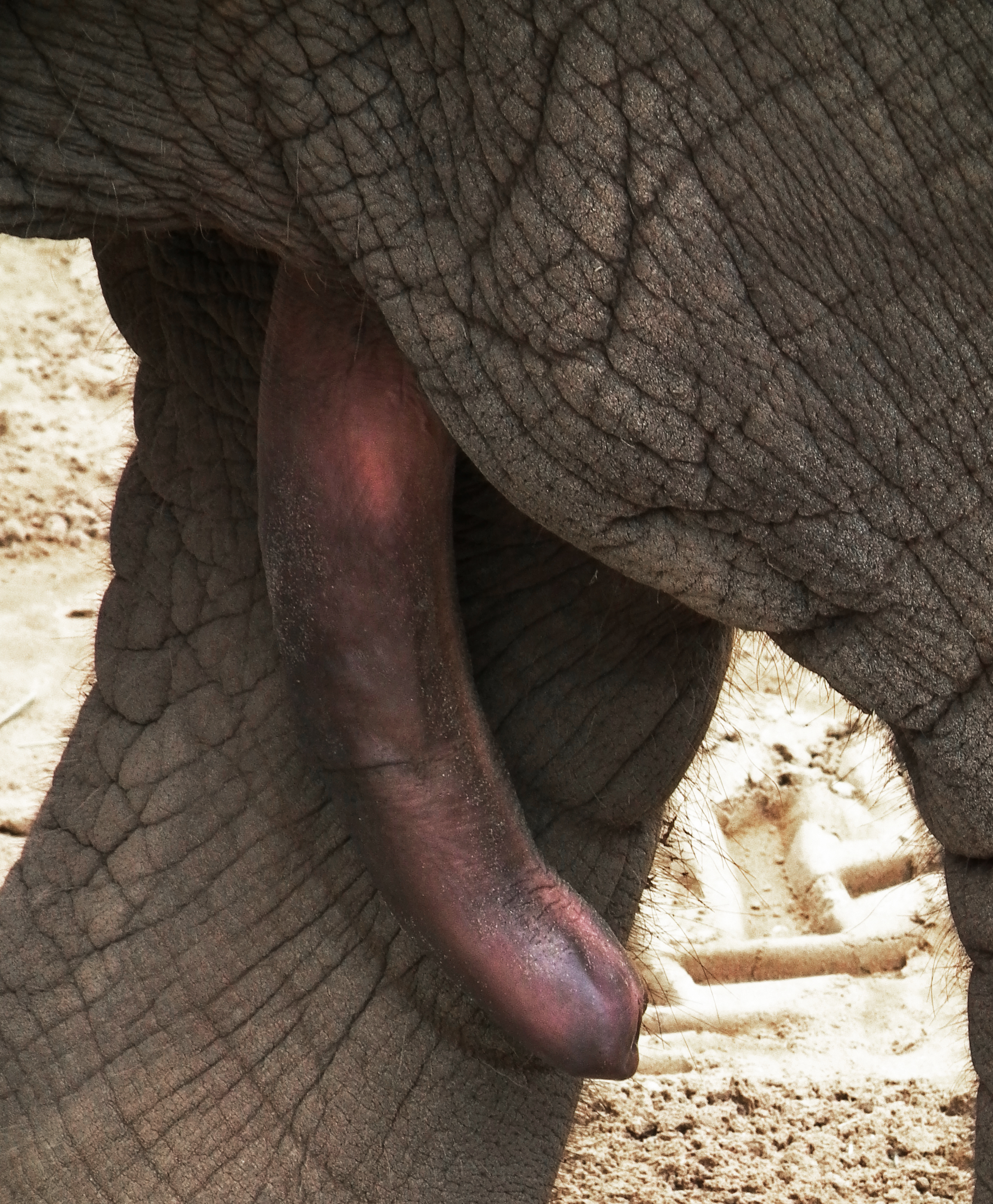
Penis van een Aziatische olifant

De grootste penis in verhouding tot lichaamsgrootte van alle dieren (zowel gewerveld als ongewerveld) is die van de rankpootkreeften. De penis kan bij hen wel tot 40 keer zo groot als hun lichaam worden. Dit zorgt ervoor dat ze het dichtstbijzijnde vrouwtje kunnen bereiken.

## Penismuseum
In IJsland staat het Icelandic Phallological Museum. In dit museum kunnen bezoekers penissen van verschillende diersoorten bewonderen. Deze penissen zijn allemaal op sterkwater gezet. Dit is tevens het enige penismuseum ter wereld.